# ブリンズリー・バトラー (第2代レインズバラ伯爵)
第2代レインズバラ伯爵ブリンズリー・バトラー（英語: Brinsley Butler, 2nd Earl of Lanesborough PC (Ire)、1728年3月4日 – 1790年1月24日）は、アイルランド王国の貴族、政治家、フリーメイソン。1756年から1768年までニュータウン＝バトラー卿（Lord Newtown-Butler）の儀礼称号を使用した。

## 生涯
初代レインズバラ伯爵ハンフリー・バトラーとメアリー・ベリー（Mary Berry、1761年12月19日没、ウィリアム・ベリーの娘）の息子として、1728年3月4日に生まれた。1745年11月30日にダブリン大学トリニティ・カレッジに入学、1748年にB.A.の学位を、1750年にM.A.の学位を、1754年にLL.D.の学位を修得した。
1749年から1779年までClerk of the Pipeの1人を務めた。
フリーメイソンの一員であり、1757年から1758年にかけてアイルランド・グランドロッジのグランドマスターを務めた。
1755年にキャバン県長官を、1763年にウェストミーズ県長官を務め、1751年から1768年までキャバン・カウンティ選挙区の代表としてアイルランド庶民院議員を務めた。1768年4月11日に父が死去すると、レインズバラ伯爵位を継承、同年5月3日にアイルランド貴族院議員に就任した。また、1765年5月24日にアイルランド枢密院の枢密顧問官に任命されたが、議会で政府に反対する投票をしたため1770年5月7日に除名され、1774年12月19日に再び枢密顧問官に任命された。
1779年1月24日に死去、息子ロバート・ハーバートが爵位を継承した。

## 家族
1754年6月26日、ジェーン・ロッチフォート（Jane Rochfort、1737年10月30日 – 1828年1月1日、初代ベルヴェデア伯爵ロバート・ロッチフォートの娘）と結婚、2男5女をもうけた。
- ロバート・ハーバート（1759年 – 1806年） - 第3代レインズバラ伯爵
- メアリー - 1781年、ジョージ・ポンソンビー（英語版）と結婚、子供あり
- キャサリン - ジョージ・マーリー（George Marley、1829年没）と結婚、子供あり
- シャーロット（1808年5月19日没） - 1806年、ジョージ・デビッグ（George Debbieg）と結婚
- キャロライン
- ソフィア（1840年1月17日没） - 1787年8月11日、ルイス・マレスコッティ侯爵（Lewis Marescotti）と結婚
- オーガスタス・リチャード（1776年7月10日 – 1820年4月26日） - 1792年3月8日、メアリー・ダンヴァース（Mary Danvers、1802年5月10日没、第2代準男爵サー・ジョン・ダンヴァースの娘）と結婚、子供あり。1802年5月24日、エリーザ・ビザー・スタート（Eliza Bizarre Sturt、1811年4月18日没、ハンフリー・スタートの娘）と再婚、子供あり。第5代レインズバラ伯爵ジョージ・バトラー＝ダンヴァースの父